# Pinchas Sade
Pinchas Sade (hebrejsky פנחס שדה‎, rodným jménem Pinchas Feldman; 17. června 1929 – 29. ledna 1994) byl izraelský romanopisec a básník.

## Biografie

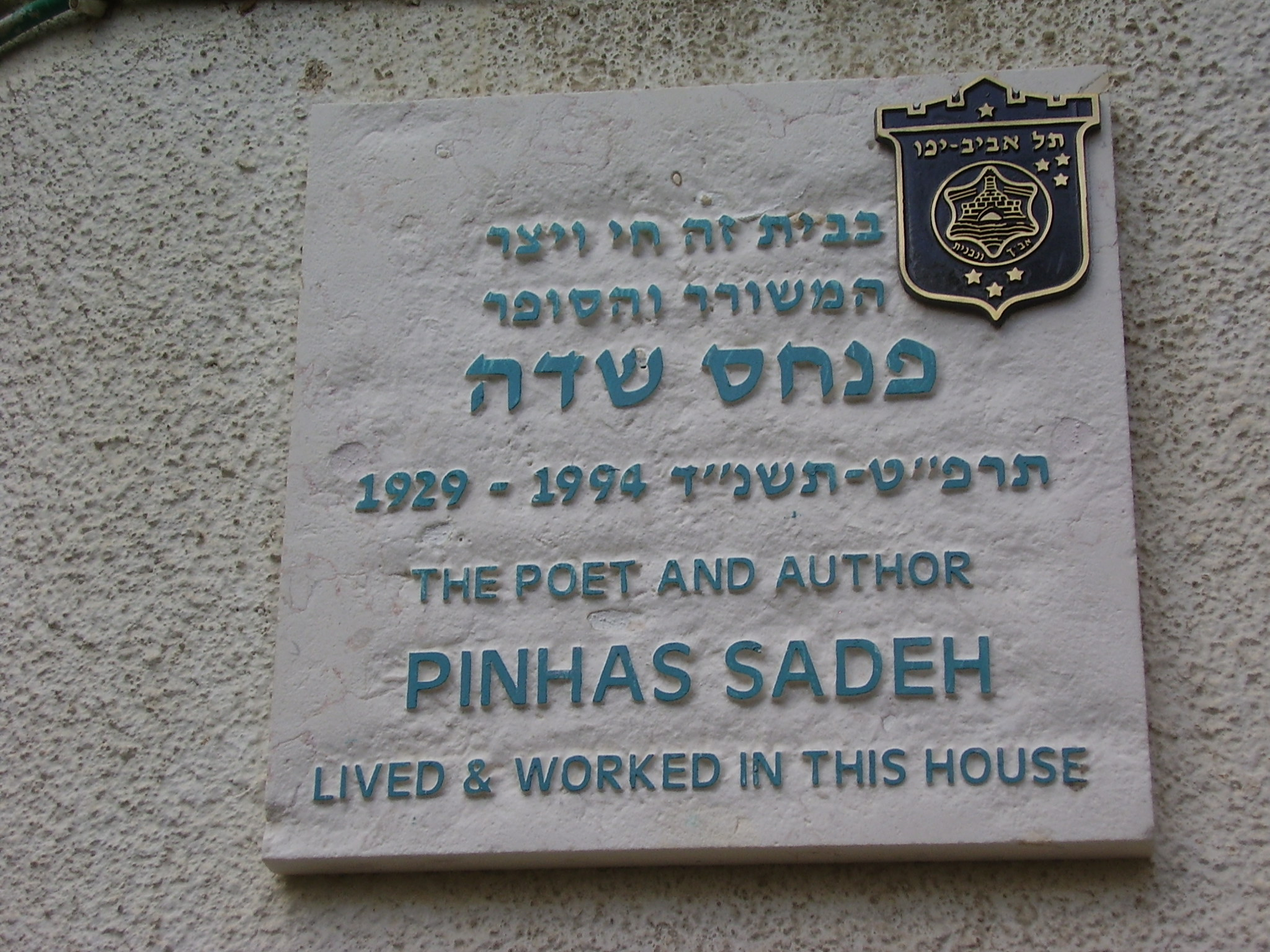
Pamětní deska na domě, kde pracoval (Jaffa)

Narodil se ve Lvově v tehdejší druhé Polské republice a v roce 1934 podnikl aliju do britské mandátní Palestiny, kde žil a studoval v kibucu Sarid. Později studoval ve Spojeném království.
Ve své rané básnické tvorbě vyjadřoval sionistické ideály a průkopnického ducha, zatímco v 60. letech bylo jeho dílo již mnohem více osobní. Z jeho sbírek poezie lze zmínit například Masa Duma a he-Chajim ke-mašal, a z románů třeba Al macavo šel ha-adam a Mot Avimelech ve-alijato ha-šamajima bi-zro'ot imo.
V roce 1990 mu byla společně s T. Carmim a Natanem Jonatanem udělena Bialikova cena.
Zemřel 29. ledna 1994 v Jeruzalémě v nemocnici Hadasa ve věku 64 let.
V roce 2005 byl v celostátní izraelské soutěži 200 největších Izraelců internetového deníku Ynetnews zvolen 182. největším Izraelcem všech dob.